# Auquimarca (Huánuco)
Auquimarca ( en quechua: príncipe quechua awki/figura mítica de la cultura andina/abuelo, pueblo marka, romanización: Auquimarca de ortografía hispánica) es un sitio arqueológico en Perú. Se ubica en la Región Huánuco, Provincia de Ambo, Distrito de Tomay Kichwa.